# Charles Mungoshi
Charles Lovemore Mungoshi (1947. december 2. – Chitungwiza, 2019. február 16.) zimbabwei író.

## Művei
- Coming of the Dry Season (1972)
- Ndiko Kupindana Kwamazuva (1975)
- Waiting for the Rain (1975)
  - Ahol az eső későn érkezik (1979, fordította Imre Katalin)
- Makunun'unu Maodzamoyo (1977)
- Inongova Njake Njake (1980)
- Kunyarara Hakusi Kutaura? (1983)
- The Setting Sun and Rolling World (1987)
- Stories from a Childhood (1989)
- One Day Long Ago: More Stories from a Shona Childhood (1991)
- Walking Still (1997, novellák)
- The Milkman Doesn't Only Deliver Milk (1998)
- Branching Streams flow in the dark (2013)
- How the World Will End (2017)

## Magyarul
- Charles L. Mungoshi: Ahol az eső későn érkezik; ford. Imre Katalin, utószó Simor András; Magvető, Bp., 1979 (Világkönyvtár)

## Díjai, elismerései
- Noma-díj (1992)
- Nemzetközösségi Írók Díja – Afrikai régió (1988, 1998)